# Санаторио
Санаторио (грч. Σανατόριο) је насељено место у општини Кавала у периферији Источна Македонија и Тракија, Грчка. Према попису из 2021. године било је без становника.
Северно од Кавале педесетих година 20. века поднигуто је насеље и болница. Насеље се први пут помиње на попису из 1961. година са 221 становником.